# 滋賀県道512号葛籠尾崎塩津線
滋賀県道512号葛籠尾崎塩津線（しがけんどう512ごう つづらおざきしおつせん）は、滋賀県長浜市を通る一般県道である。

## 概要
長浜市西浅井町菅浦から長浜市西浅井町塩津浜に至る。
琵琶湖北部を高台から展望する観光道路。この路線の延長上の道路で、同市西浅井町大浦からの琵琶湖畔に沿う滋賀県道513号葛籠尾崎大浦線と合わせて、通称、奥琵琶湖パークウェイと呼ばれており、かつては滋賀県道路公社の有料道路であった。沿道に桜並木が続く桜の名所で、4月には満開の桜を楽しめる。湖畔沿う県道葛籠尾崎大浦線から高度を上げて尾崎展望台に登って行ったところからの連続延長線上に、本県道がある。つづら尾崎展望台は、駐車場やレストハウスなどの施設があり、展望台より琵琶湖や伊吹山が一望できるところである。つづら尾崎展望台 - 月出峠間は、尾根に沿って道が走り、途中の所々に展望台がある。つづら月出（湖北隧道）から終点にかけては、かつての県道木之本今津線（現・国道303号の一部）の旧道にあたる。この山を下る区間の琵琶湖対岸には、羽柴秀吉と柴田勝家が戦った古戦場で知られる賤ヶ岳（422 m）がある。

### 路線データ
- 起点：滋賀県長浜市西浅井町菅浦（滋賀県道513号葛籠尾崎大浦線交点）
- 終点：滋賀県長浜市西浅井町塩津浜（塩津交差点、国道8号交点、国道303号上）
- 総延長：11.6 km

## 歴史
- 1968年（昭和43年）11月28日 - 認定。

## 路線状況
12月から3月にかけて積雪のために閉鎖される。それ以外の時も、通行可能な時間は8時から20時の間で、つづら尾崎展望台から西浅井町岩熊地内に向けて通年一方通行となっている。

### 通称
- 奥琵琶湖パークウェイ

### 重複区間
- 国道303号（長浜市西浅井町岩熊 - 長浜市西浅井町塩津浜・塩津交差点（終点））

## 地理

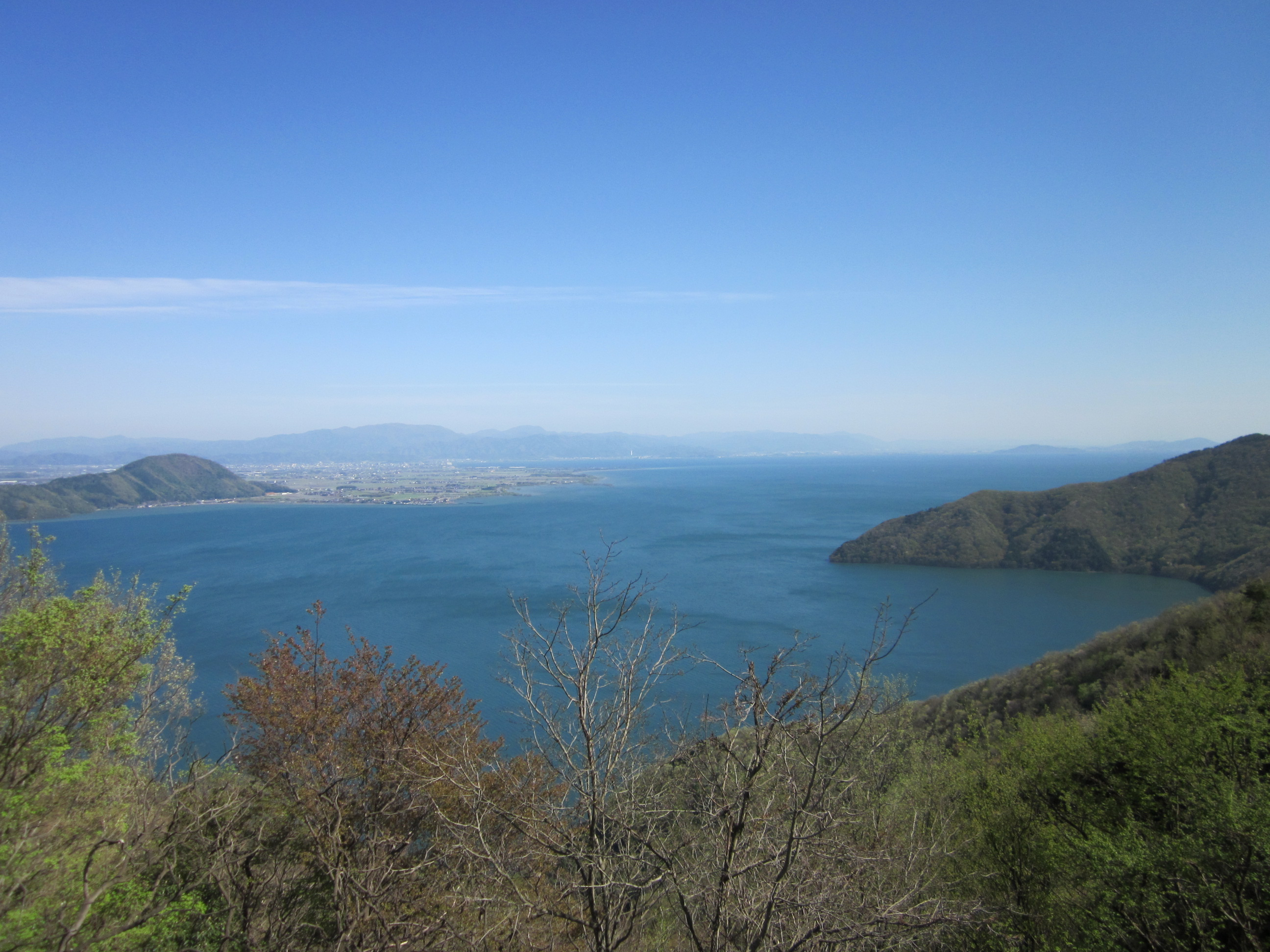
眺望

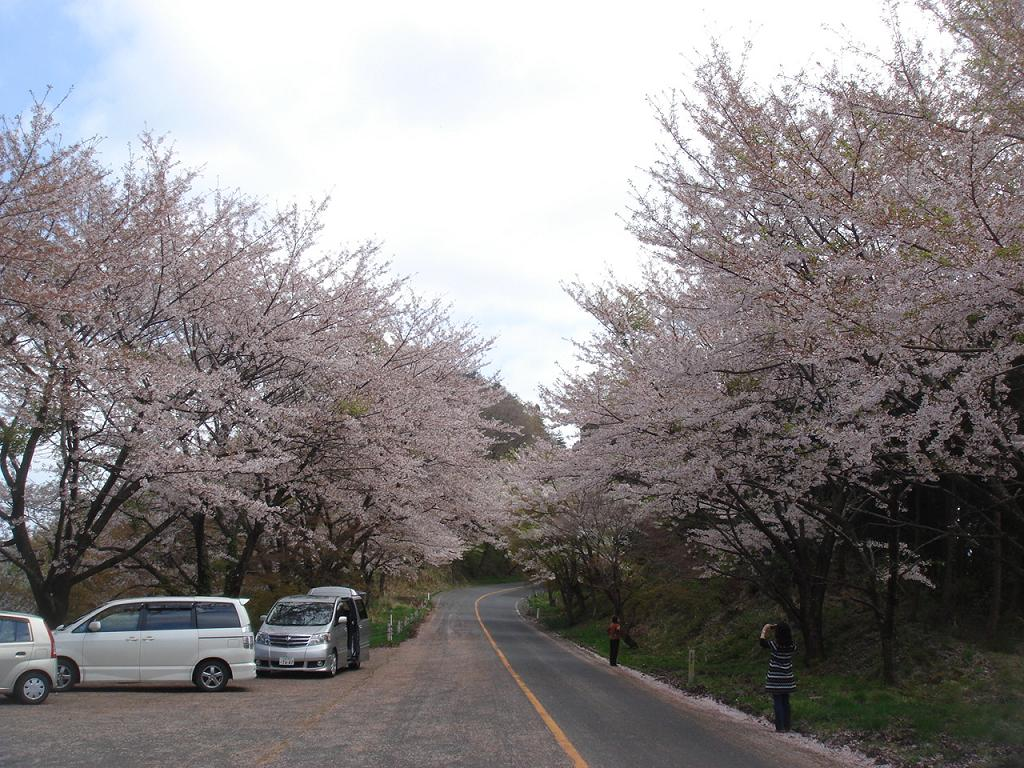
滋賀県道512号線
長浜市高月町

### 通過する自治体
- 長浜市

### 交差する道路
| 交差する道路                   | 交差する場所   | 交差する場所      |
| ------------------------------ | -------------- | ----------------- |
| 滋賀県道513号葛籠尾崎大浦線    | 西浅井町菅浦   | 起点              |
| 国道303号 重複区間起点         | 西浅井町岩熊   |                   |
| 国道8号 国道303号 重複区間終点 | 西浅井町塩津浜 | 塩津交差点 / 終点 |

### 沿線
- つづら尾崎展望台
- 月出峠
- 湖北隧道
- 長浜市立西浅井中学校
- 道の駅塩津海道 あぢかまの里（終点付近）

## ギャラリー

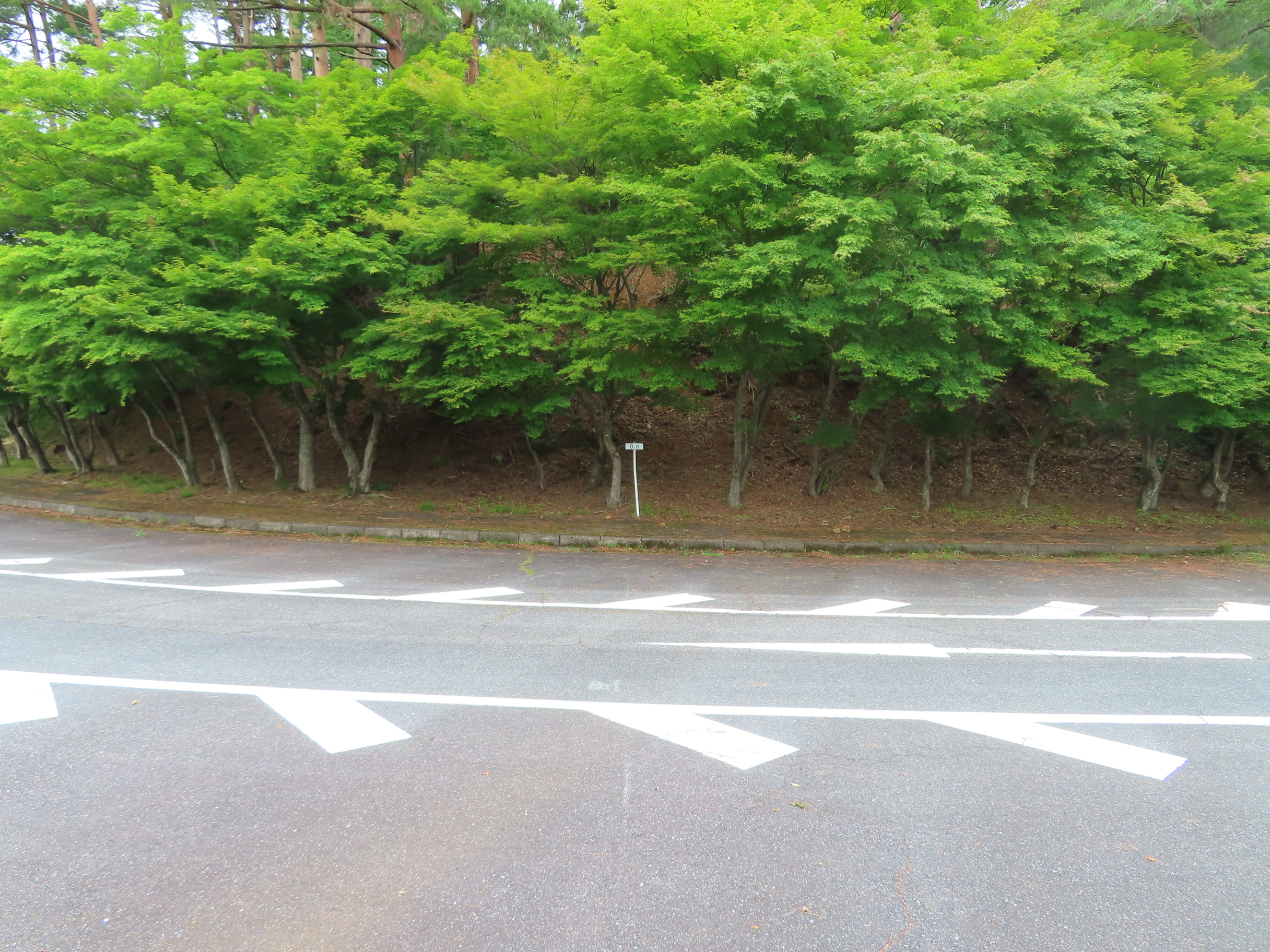
葛籠尾崎にある起点（2022年6月）
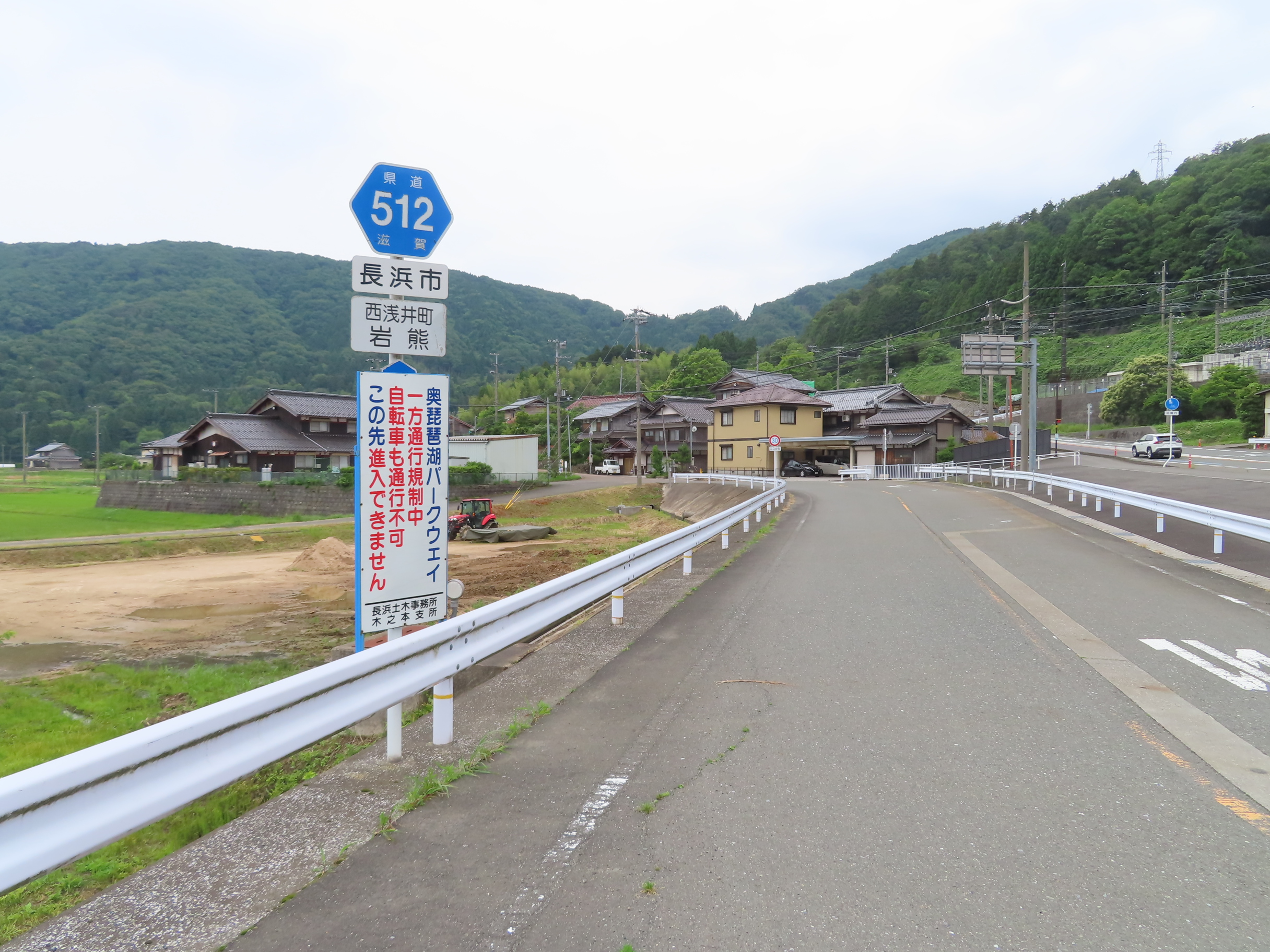
西浅井町岩熊（2022年6月）。右の道路は国道303号。